# Bandera de Carrascal del Río
La bandera de Carrascal del Río es el símbolo más importante de Carrascal del Río, municipio de la provincia de Segovia, comunidad autónoma de Castilla y León, en España. 

## Descripción
La bandera de Carrascal del Río fue oficializada el 29 de marzo de 2003, y su descripción heráldica es:

«Paño cuadrado de proporción 1:1, con tres franjas horizontales onduladas azules. Lleva sobrepuesto en el centro el escudo de armas timbrado de la Villa de Carrascal del Río.»
Boletín Oficial de Castilla y León nº 249/2000